# Келлас, Александр Митчел
Александр Митчел Келлас (англ. Alexander Mitchell Kellas) (21 июня 1868 — 5 июня 1921) — шотландский химик, исследователь и альпинист, известный своими работами в области высокогорной физиологии.

## Биография
Александр Митчел Келлас родился 21 июня 1868 года в городе Абердин, Шотландия.
Вице-президент Гималайского клуба Мехер Мехта (Meher Mehta) охарактеризовал работы Келласа — «Размышление о возможности восхождения на высочайшие Гималаи» (англ. A Consideration of the Possibility of Ascending the Loftier Himalaya) и «Размышления о возможности восхождения на Эверест» (англ. A Consideration of the Possibility of Ascending Mt Everest) — как «ключевые катализаторы внесения научного подхода в восхождение на большие пики. Его исследования включали в себя психологию акклиматизации с учётом таких важных факторов, как высота над уровнем моря, барометрические давления, альвеолярный PO2, насыщение кислородом артериальной крови, максимальное потребление кислорода (VO2 max) и нормативы подъёма на различных высотах. Он пришёл к выводу о возможности восхождения на Эверест без использования дополнительного кислорода — для человека с экстремальным физическим и психологическим складом, и при не слишком сложных физических горных условиях»
Эти выводы Келласа получили опытное подтверждение через много лет после его смерти — а именно в 1978 году, когда Райнхольд Месснер и Петер Хабелер (англ. Peter Habeler) осуществили восхождение на вершину Джомолунгмы без использования кислородного оборудования. При этом, Келлас был одним из первых учёных, предлагавших использовать дополнительный кислород в высокогорье (что и было сделано во время первовосхождения и большинства последующих восхождений на Джомолунгму и некоторые другие горы).
Александр Келлас не только занимался научными исследованиями в области альпинизма, но и сам был успешным практикующим альпинистом: он совершил не менее десяти первовосхождений на вершины, лежащие на высоте свыше 6100 метров над уровнем моря, включая Паухунри (англ. Pauhunri) (7128 м) в Сиккиме, на вершину которой он первым поднялся 14 июня 1911 года, установив мировой рекорд высоты покорённой вершины (но это выяснилось только 80 лет спустя). Рекорд Келласа был побит в сентябре 1928 года при восхождении на Пик Ленина.
В 1921 году Александр Келлас, отдохнув всего 9 дней после трудной экспедиции на семитысячник Кабру, отправился на Джомолунгму в составе разведывательной экспедиции, к которой присоединился по пути, выйдя из Сиккима в Тибет. Это негативно сказалось на состоянии его здоровья. 5 июня, недалеко от тибетской деревни Гамба, Келлас скончался от инфаркта миокарда. До места, откуда Джомолунгма впервые становится видна, оставался всего один день пути… Келлас был похоронен недалеко от места смерти, к югу от Гамбы на склоне горы.
Дальний родственник Александра Митчела Келласа — Симон Келлас (Simon Kellas) — в настоящее время работает в «The Physiological Society» (Великобритания).

## Заметки
1. ↑  Ориг. англ. key catalysts in driving scientific thinking into climbing big peaks. His studies included the physiology of acclimatization in relationship to important variables like altitude, barometric pressures, alveolar PO2, arterial oxygen saturation, maximum oxygen consumption, and ascent rates at different altitudes. He had concluded that Mt Everest could be ascended by men of extreme physical and mental constitution without supplementary oxygen if the physical difficulties of the mountain were not too great.